# 嘎馬赫洛斯
嘎馬赫洛斯（賽夏語：Kamahelos），是台灣賽夏族神話中的巨人，因為好吃懶做又喜歡跟族人搶獵物而被族人殺害。

## 簡述
嘎馬赫洛斯住在五指山（位於今新竹縣五峰鄉）上，傳說他面目猙獰、力大無窮，特別是嘴巴特別大，兇猛的個性也讓族人對他相當忌憚。

## 傳說
嘎馬赫洛斯雖然身形巨大，但懶得自己找食物吃，反而是趁著族人每次上山打獵時，趁著獵犬把獵物趕出森林時用嘴將所有的動物連同獵犬一起吸進肚子裡，族人對此相當憤怒。忍無可忍的他們最後想出一個計策殺掉嘎馬赫洛斯：他們在他居住的房子山坡上方用火燒一顆山豬大的石頭並推下山坡，假裝在追趕山豬，讓聽到聲音跑出來的嘎馬赫洛斯以為石頭就是山豬而一口吞掉，上當的嘎馬赫洛斯痛苦的在地上打滾最後死亡，內臟都燒焦了。